# Románia a 2011-es nyári universiadén
Románia a kínai Sencsenban megrendezett 2011. évi nyári universiade egyik részt vevő nemzete volt.
Az egyetemi és főiskolai sportolók világméretű seregszemléjén hat sportágban 60 román sportoló vett részt.

## Érmesek
| Érem  | Versenyző | Versenyszám   | Versenyszám              |
| ----- | --- | ------------- | ------------------------ |
| Arany | Flavius Koczi | szertorna     | talaj                    |
| Arany | Flavius Koczi | szertorna     | ugrás                    |
| Arany | Románia | aerobik       | nemzetek közötti verseny |
| Ezüst | Bianca Alexandra Pascu                                                                                                   | vívás         | kard                     |
| Ezüst | Norbert Trandafir | úszás         | 100 m gyors              |
| Ezüst | Marius Berbecar | szertorna     | korlát                   |
| Ezüst | Andreea Bogati Laura Andreea Cristache Tudorel-Valentin Mavrodineanu Petru Tolan-Porime Anca Claudia Surdu Mircea Zamfir | aerobik       | aerobic dance            |
| Bronz | Bianca Florentina Perie                                                                                                  | atlétika      | kalapácsvetés            |
| Bronz | Valentin Radu | cselgáncs     | 90 kg                    |
| Bronz | Cristian Bataga Marius Berbecar Ovidiu Buidoso Vlad Cotuna Flavius Koczi                                                 | szertorna     | csapat összetett         |
| Bronz | Violeta Dumitru | cselgáncs     | 48 kg                    |
| Bronz | Flavius Koczi | szertorna     | lólengés                 |
| Bronz | Ioana Ghemes Elisabeta Samara Anamaria Sebe                                                                              | asztalitenisz | női csapat               |
| Bronz | Cristina Ioana Bujin | atlétika      | hármasugrás              |
| Bronz | Tudorel-Valentin Mavrodineanu Petru Tolan-Porime Mircea Zamfir                                                           | aerobik       | trió                     |
| Bronz | Andreea Bogati Laura Andreea Cristache Petru Tolan-Porime Anca Claudia Surdu Mircea Zamfir                               | aerobik       | csoport                  |

## A román résztvevők listája

### Aerobik
| Versenyző                     | Születési év | Felsőoktatási tanintézet |
| ----------------------------- | ------------ | ------------------------ |
| Tudorel-Valentin Mavrodineanu | 1986         |                          |
| Petru Tolan-Porime            | 1986         |                          |
| Laura Andreea Cristache       | 1988         |                          |
| Mircea Zamfir                 | 1985         |                          |
| Andreea Bogati                | 1991         |                          |
| Anca Claudia Surdu            | 1991         |                          |

### Asztalitenisz
| Versenyző             | Születési év | Felsőoktatási tanintézet |
| --------------------- | ------------ | ------------------------ |
| Ioana Ghemeș          | 1989         |                          |
| Elisabeta Samara      | 1989         |                          |
| Anamaria Sebe         | 1991         |                          |
| Ovidiu George Ionescu | 1989         |                          |
| Alexandru Petrescu    | 1989         |                          |

### Atlétika
| Versenyző                 | Születési év | Felsőoktatási tanintézet               |
| ------------------------- | ------------ | -------------------------------------- |
| Nagy Attila Csongor       | 1988         |                                        |
| Alexandru Ghinea          | 1989         | Universitatea ’’Eftimie Murgu’’        |
| Mihai Donișan             | 1988         |                                        |
| Mihai Liviu Grasu         | 1987         | Facultatea de Educaţie Fizică și Sport |
| Andreea Luiza Ogrăzeanu   | 1990         |                                        |
| Roxana Elisabeta Bîrcă    | 1988         |                                        |
| Cristina Alexandra Frumuz | 1988         |                                        |
| Cornelia Ioana Deiac      | 1988         |                                        |
| Bianca Florentina Perie   | 1990         |                                        |
| Carmen Cristina Toma      | 1989         |                                        |
| Cristina Ioana Bujin      | 1988         |                                        |
| Maria Nicoleta Negoiță    | 1986         |                                        |

### Cselgáncs
| Versenyző                 | Születési év | Felsőoktatási tanintézet |
| ------------------------- | ------------ | ------------------------ |
| Valentin Radu             | 1989         |                          |
| Violeta Dumitru           | 1989         |                          |
| Angela Simona Mara        | 1991         |                          |
| Ioana Matei               | 1990         |                          |
| Iulian Cătălin Brătulescu |              |                          |
| Amado Claudiu Lazea       | 1991         |                          |

### Kosárlabda
| Versenyző               | Születési év | Felsőoktatási tanintézet               |
| ----------------------- | ------------ | -------------------------------------- |
| Rareș Andrei Mandache   | 1987         |                                        |
| Valentin Octavian Boian | 1988         |                                        |
| Radu Paliciuc           | 1988         | Universitatea ’’Transilvania’’         |
| Dragoș Mihai Andrei     | 1987         |                                        |
| Daniel Ionuţ Popescu    | 1988         |                                        |
| Vlad Sorin Moldoveanu   | 1988         | American University                    |
| Sánta Szabolcs          | 1987         | Facultatea de Educaţie Fizică și Sport |
| Adrian Guţoaia          | 1990         |                                        |
| Bogdan Țibîrnă          | 1991         |                                        |
| Iulian Orbeanu          | 1989         |                                        |
| Titus Nicoară           | 1988         |                                        |
| Lázár László Emil       | 1987         |                                        |

### Súlyemelés
| Versenyző            | Születési év | Felsőoktatási tanintézet |
| -------------------- | ------------ | ------------------------ |
| Gabriel Olaru        | 1988         |                          |
| Diószegi István      | 1983         |                          |
| Silviu Ștefan Berbec | 1989         |                          |

### Szertorna
| Versenyző       | Születési év | Felsőoktatási tanintézet |
| --------------- | ------------ | ------------------------ |
| Flavius Koczi   | 1987         |                          |
| Vlad Cotuna     | 1990         |                          |
| Ovidiu Buidoso  | 1987         |                          |
| Cristian Bățagă | 1988         |                          |
| Marius Berbecar | 1985         |                          |

### Úszás
| Versenyző               | Születési év | Felsőoktatási tanintézet |
| ----------------------- | ------------ | ------------------------ |
| Alexandru Coci          | 1989         |                          |
| Bogdan Andrei Urichianu | 1991         |                          |
| Constantin Cosmin Petcu | 1987         |                          |
| Norbert Ttandafir       | 1988         |                          |
| Cătălin Cosma           | 1988         |                          |
| Ionela Cozma            | 1989         |                          |

### Vívás
| Versenyző              | Születési év | Felsőoktatási tanintézet |
| ---------------------- | ------------ | ------------------------ |
| Adrian Pop             | 1985         |                          |
| Bianca Alexandra Pascu | 1988         |                          |
| Mihaela Bulică         | 1990         |                          |
| Elena Munteanu         | 1988         |                          |
| Simona Deac            | 1988         |                          |